# Frank Thornton
Frank Thornton Ball (Dulwich, 15 januari 1921 – Barnes, 16 maart 2013) was een Brits acteur, vooral bekend geworden door zijn rol als Captain Stephen Peacock in Are You Being Served?. Thornton speelde echter ook vele andere rollen gedurende zijn lange carrière.
Thornton was sedert 5 juni 1945 getrouwd met Beryl Jane Margaret Evans, met wie hij een dochter had.
Aanvankelijk ambieerde Thornton een carrière als verzekeringsagent, maar hij hield hier al snel mee op om zich te gaan verdiepen in acteren.
Thornton was dol op muziek, vogels observeren en natuurbescherming.
Thornton overleed in 2013 op 92-jarige leeftijd en was na de dood van Trevor Bannister in 2011 een van de laatste nog levende acteurs van de originele cast van Are You Being Served?. Nicholas Smith overleed in 2015 als laatste van de originele cast.
Thornton werd begraven aan de St Pauls Churchyard, Covent Garden in Londen.

## Filmografie
- Last of the Summer Wine (televisieserie) - Herbert 'Truly' Truelove (111 afl., 1997-2008)
- Back in Business (2007) - Tuinman
- Holby City (televisieserie) - Douglas Archer (aflevering We'll Meet Again, 2004)
- Gosford Park (2001) - Mr. Burkett
- Out of the Black (2001) - Philip Hart
- Casualty (televisieserie) - Edward Gutteridge (aflevering Heroes and Villains, 2001)
- All Rise for Julian Clary (televisieserie) - Rechter Geoffrey Parker-Knoll (1996)
- The Upper Hand (televisieserie) - Dominee Hale (aflevering The Wedding, 1995)
- The Old Curiosity Shop (televisiefilm, 1995) - Mr. Witherden
- Grace & Favour (televisieserie) - Captain Stephen Peacock (1992-1993)
- The BFG (1989) - Mr. Tibbs (voice-over)
- Great Expectations (miniserie, 1989) - Mr. Trabb
- T-Bag and the Revenge of the T-Set (televisieserie) - William Wagadaggar (aflevering The Bard, 1989)
- The Ronnie Corbett Show (televisieserie) - Verschillende rollen (1987)
- T-Bag Bounces Back (televisieserie) - Graaf Boris (aflevering Ivan the Horrible, 1987)
- Are You Being Served? (televisieserie) - Captain Stephen Peacock (1972, 1973-1979, 1981, 1983, 1985)
- Jane (televisieserie) - Commander L (1982-1984)
- The Gentle Touch (televisieserie) - Leo (aflevering Right of Entry, 1982)
- The Taming of the Shrew (televisiefilm, 1980) - Gremio
- The Goodies (televisieserie) - Ceremoniemeester (aflevering Rock Goodies, 1977)
- The New Avengers (televisieserie) - Roland (aflevering House of Cards, 1976)
- The Bawdy Adventures of Tom Jones (1976) - Whitlow
- Spanish Fly (1976) - Dr. Johnson
- Side by Side (1975) - Inspecteur Crumb
- The Boundary (televisiefilm, 1975) - Rol onbekend
- Holiday with Strings (televisiefilm, 1974) - Reisagent
- Fall of Eagles (miniserie, 1974) - Prins Albert van Engeland
- Crown Court (televisieserie) - Rol onbekend (aflevering A Case of Murder, 1974)
- Vampira (1974) - Mr. King
- Steptoe and Son (televisieserie) - Receptionist reisbureau (aflevering The Party, 1973)
- The Three Musketeers (1973) - Man in small carriage (niet op aftiteling)
- Armchair Theatre (televisieserie) - Vader van de bruidegom (aflevering That Sinking Feeling, 1973)
- Steptoe and Son Ride Again (1973) - Mr. Russell
- The Gordon Peters Show (televisieserie) - Regelmatig optreder (1973)
- Comedy Playhouse (televisieserie) - Rol onbekend (aflevering The Birthday, 1973)
- No Sex Please: We're British (1973) - Bedrijfsleider glaswinkel
- Keep It Up, Jack (1973) - Clarke
- Digby, the Biggest Dog in the World (1973) - Makelaar
- Sykes (televisieserie) - Dr. Taplow (aflevering Dream, 1972)
- The Reg Varney Revue (televisieserie) - Rol onbekend (1972)
- Bless This House (1972) - Mr. Jones
- That's Your Funeral (1972) - Gemeentefunctionaris
- And Mother Makes Three (televisieserie) - Verkoper (aflevering Birthday Bike, 1971)
- Some Matters of Little Consequence (televisieserie) - Rol onbekend (1971)
- Up the Chastity Belt (1971) - Ceremoniemeester
- The Goodies (televisieserie) - Ober (aflevering Farm Fresh Food, 1971)
- The Rise and Rise of Michael Rimmer (1970) - Stoddart
- Here Come the Double Deckers! (televisieserie) - Rol onbekend (aflevering Robbie the Robot, 1970)
- The Private Life of Sherlock Holmes (1970) - Bagagedrager
- The Other Reg Varney (televisiefilm, 1970) - Verschillende personages
- The Troubleshooters (televisieserie) - Televisieverslaggever (aflevering Camelot on a Clear Day, 1970)
- All the Way Up (1970) - Mr. Driver
- The Magic Christian (1969) - Politie inspecteur
- The Bed Sitting Room (1969) - The BBC
- The Assassination Bureau (1969) - Slachtoffer lift
- The Champions (televisieserie) - Receptionist (aflevering The Night People, 1969)
- Till Death Us Do Part (1969) - Valuation Officer
- Crooks and Coronets (1969) - Cyril
- Some Will, Some Won't (1969) - Hotelmanager
- The World of Beachcomber (televisieserie) - Verschillende rollen (Afl. onbekend, 1968-1969)
- A Flea in Her Ear (1968) - Charles, de butler
- The Bliss of Mrs. Blossom (1968) - Factory Manager
- If There Weren't Any Blacks You'd Have to Invent Them (televisiefilm, 1968) - Begrafenisondernemer
- 30 Is a Dangerous Age, Cynthia (1968) - Registrar
- Ride of the Valkyrie (1967) - Rol onbekend
- Lucy in London (televisiefilm, 1966) - Rol onbekend
- Armchair Theatre (televisieserie) - Station Sergeant (aflevering Daughter of the House, 1966)
- A Funny Thing Happened on the Way to the Forum (1966) - Romeinse wachtpost
- Carry on Screaming! (1966) - Mr. Jones
- The Liars (televisieserie) - Alvardo (aflevering 1.6, 1966)
- The Murder Game (1965) - Radio-omroeper
- Steptoe and Son (televisieserie) - De Fransman (aflevering Pilgrim's Progress, 1965)
- The Early Bird (1965) - Dronken dokter
- The Big Job (1965) - Bank Official
- Gonks Go Beat (1965) - Mr. A&R
- Frankie Howerd (televisieserie) - Rol onbekend (aflevering 1.4, 1965)
- The Tomb of Ligeia (1964) - Peperel
- The Comedy Man (1964) - Kleine rol (niet op aftiteling)
- HMS Paradise (televisieserie) - Commander Fairweather (Afl. onbekend, 1964)
- The Villains (televisieserie) - Fowler (aflevering Time, 1964)
- It's a Square World (televisieserie) - Verschillende rollen (1960-1964)
- Steptoe and Son (televisieserie) - Butler (aflevering Steptoe a la Carte, 1964)
- Comedy Playhouse (televisieserie) - Jessop (aflevering Good Luck Sir, You've Got a Lucky Face, 1964)
- The Wild Affair (1963) - Manager
- Benny Hill (televisieserie) - John Kenwood (aflevering The Visitor, 1963)
- Benny Hill (televisieserie) - Frindyke/Korsikoff (aflevering The Vanishing Man, 1963)
- Comedy Playhouse (televisieserie) - Mortimer (aflevering Our Man in Moscow, 1963)
- Steptoe and Son (televisieserie) - Barman (aflevering Sixty-Five Today, 1963)
- The Dock Brief (1962) - Fotograaf op bruiloft Fowle
- It's Trad, Dad! (1962) - televisieregisseur
- Steptoe and Son (televisieserie) - Verkoper (aflevering The Economist, 1962)
- Comedy Playhouse (televisieserie) - Official (aflevering The Channel Swimmer, 1962)
- Victim (1961) - George, assistent van Henry (niet op aftiteling)
- The Avengers (televisieserie) - Sir William Bonner (aflevering Death on the Slipway, 1961)
- Armchair Theatre (televisieserie) - Mr. Leslie (aflevering His Polyvinyl Girl, 1961)
- Hancock (televisieserie) - Patiënt (aflevering The Blood Donor, 1961)
- Danger Man (televisieserie) - Pepe (aflevering The Hired Assassin, 1961)
- Danger Man (televisieserie) - Airport Official (aflevering Find and Return, 1961)
- The Tell-Tale Heart (1960) - Barman (niet op aftiteling)
- The Four Just Men (televisieserie) - Politieman (aflevering The Boy Without a Country, 1960)
- The Four Just Men (televisieserie) - Enrique Vidal (aflevering Money to Burn, 1960)
- The Four Just Men (televisieserie) - Franse politieagent (aflevering The Man in the Road, 1960)
- The Four Just Men (televisieserie) - De aankondiger (aflevering The Survivor, 1960)
- The Four Just Men (televisieserie) - Azim (aflevering Marie, 1960)
- The Four Just Men (televisieserie) - De veilingmeester (aflevering National Treasure, 1959)
- The Four Just Men (televisieserie) - Receptionist (aflevering The Beatniques, 1959)
- The Four Just Men (televisieserie) - De veilingmeester (aflevering The Man with the Golden Touch, 1959)
- The Adventures of William Tell (televisieserie) - Heinburgher (aflevering The Surgeon, 1959)
- The Adventures of William Tell (televisieserie) - Belastingman (aflevering Landslide, 1959)
- The Battle of the V.1 (1958) - Britse wetenschapper (niet op aftiteling)
- Dixon of Dock Green (televisieserie) - PC Cox (aflevering The New Skipper, 1957)
- Cloak Without Dagger (1956) - Rol onbekend
- Stock Car (1955) - Rol onbekend
- Radio Cab Murder (1954) - Inspecteur Finch
- The Silent Witness (1954) - George, de barman (niet op aftiteling)

- Biblioteca Nacional de España: XX1512260
- Bibliothèque nationale de France: cb14233071x (data)
- Gemeinsame Normdatei: 134637992
- International Standard Name Identifier: 0000 0001 2022 1458
- Library of Congress Control Number: n88655630
- MusicBrainz: 84184bb0-5d47-4912-8ea2-bd2bc029116e
- Nationale Bibliotheek van Tsjechië: xx0182030
- Nationale Bibliotheek van Israël: 987007433849805171
- Nederlandse Thesaurus van Auteursnamen: 419668136
- Virtual International Authority File: 21260447
- WorldCat: E39PBJcwCq6cwfdRrjCF9pwKVC